# George Oprisor
Pas d'image ? Cliquez ici

a Compétitions nationales et continentales officielles uniquement.

b Matchs officiels uniquement.
Dernière mise à jour le 17 janvier 2025.
George Oprisor, né le 1er novembre 1976 à Ocna Sibiului (Roumanie) est un joueur roumain de rugby à XV évoluant au poste de troisième ligne aile ou de deuxième ligne (1,93 m pour 105 kg).

## Carrière

### En équipe nationale
George Oprisor a connu sa première sélection avec l'équipe de Roumanie le 12 novembre 2004 contre le pays de Galles.

## Palmarès

### En équipe nationale
- 9 sélections
- 1 essai (5 points)
- Sélections par année : 3 en 2004, 6 en 2005.